# SN 1962L
SN 1962L – supernowa typu Ic odkryta 6 grudnia 1962 roku w galaktyce NGC 1073. Jej maksymalna jasność wynosiła 13,94m.